# Lars Hierta (1648–1711)
Lars Hierta, född den 23 oktober 1648 på Tumleberg i Essunga socken, död den 14 februari 1711, var en svensk militär. Han var son till Per Hierta och far till Lars Hierta.
Efter att först ha varit i kurpfalzisk tjänst inträdde Hierta 1671 som löjtnant i Västgöta kavalleriregemente, för vilket hans far var regementschef. Han deltog med detta förband i skånska kriget, avancerade till överstelöjtnant 1695 och blev slutligen 1708 själv regementets överste. Hierta deltog med utmärkelse i slaget vid Helsingborg och fick kort därefter generalmajors avsked.